# Tachina oligoria
Tachina oligoria is een vliegensoort uit de familie van de sluipvliegen (Tachinidae). De wetenschappelijke naam van de soort is voor het eerst geldig gepubliceerd in 1992 door Arnaud.